# La Maritza
„La Maritza“ е песен на Силви Вартан от 1968 година.
Песента е първата в албума „Sylvie Vartan“ (често наричан също „La Maritza“), като е издадена и в миниалбум, заедно с „Un p'tit peu beaucoup“ (дует с Карлос) и „Jolie poupée“. С текст на Пиер Дьоланое и музика на Жан Ренар, тя има автобиогрифична основа и засяга темата за емиграцията и носталгията по напуснатата родина.